# KAB-1500
KAB-1500 är samlingsnamnet på en familj med ryska precisionsstyrda flygbomber i 1,5 tons klassen. Till skillnad från de amerikanska motsvarigheterna Paveway och JDAM som är tilläggspaket till vanliga flygbomber är KAB-1500 nykonstruerade från grunden.

## Varianter
- KAB-1500KR – TV-styrd bomb motsvarande amerikanska HOBOS.[2]
  - KAB-1500KR-Pr – TV-styrd halvpansarbomb avsedd för djupinträngning.[4]
  - KAB-1500KR-OD – TV-styrd termobarisk bomb.[4]
- KAB-1500L – Laserstyrd bomb motsvarande amerikanska Paveway.[5]
  - KAB-1500L-Pr – Laserstyrd halvpansarbomb avsedd för djupinträngning.[1]
  - KAB-1500L-OD – Laserstyrd termobarisk bomb
- KAB-1500LG – Moderniserad version av KAB-1500L med gyrostabiliserad lasermålsökare.
  - KAB-1500LG-F  – KAB-1500LG med minbomb.[5]
  - KAB-1500LG-Pr – KAB-1500LG med halvpansarbomb avsedd för djupinträngning.[5]
  - KAB-1500LG-OD – KAB-1500LG med termobarisk laddning.[5]
- KAB-1500S-E – GLONASS-styrd bomb.